# Украинский 47-й пехотный полк
47-й пехотный Украинский полк — пехотная воинская часть Русской императорской армии.
Старшинство формирования — 20 августа 1798 года. Полковой праздник — 29 июля. Дислокация — город Николаев (с 15.08.1820), Винница Подольской губ. (01.07.1903 г.), Каменец-Подольск (до 01.02.1913 — после 01.04.1914 г.)

## История
20 августа 1798 года в Костроме сформирован из рекрут Мушкётерский генерал-майора Берха полк в составе двух мушкетёрских батальонов (одна гренадерская и пять мушкетёрских рот в каждом). 7 февраля 1800 года назван по шефу Мушкетёрским генерал-майора Баклановского полком.
29 марта 1801 года переименован в Украинский мушкетёрский полк. 30 апреля 1802 года приведён в состав трёх четырёхротных батальонов (одного гренадерского и двух мушкетёрских). 16 мая 1803 года выделил роту на формирование Галицкого мушкетёрского полка, взамен которой была сформирована новая. В октябре 1804 года полк был переведён из Костромы в Москву на смену Тамбовскому мушкетёрскому полку. 5 сентября 1805 года выделил по одной роте на формирование Пензенского и Эстляндского мушкетёрских полков, взамен которых были сформированы новые.
В 1806 году полк в составе 9-й дивизии генерал-лейтенанта князя Волконского выступил в Турецкий поход и был расквартирован в окрестностях Киева. В октябре Южная армия получила приказ занять Дунайские Княжества. 13 — 15 ноября полк участвовал в осаде и занятии Хотина. Однако в декабре того же года полк в составе корпуса генерал-лейтенанта Эссена 1-го был отозван и направлен в окрестности Брест-Литовска против французских войск. В конце года корпус был перемещён в Высоко-Мазовецк, а в начале января — в Брянск. 22 — 23 января 1807 года участвовал в преследовании неприятеля при Песках, а 3 — 4 февраля участвовал в сражении при Станиславове и Остроленке. Затем полк был перемещён в окрестности Гейльсберга, где присоединился к 6-й дивизии в составе резерва 2-й линии. В начале мая вновь был послан для усиления отдельного корпуса генерал-лейтенанта графа Толстого у Высоко-Мазовецка. После Фридландского сражения корпус отступил к Белостоку, а после заключения Тильзитского мира вернулся в границы империи. Украинский полк был расквартирован в Орше.
Осенью 1807 года полк был возвращён в Молдавию, где был прикомандирован к 12-й дивизии генерал-лейтенанта графа Каменского 1-го в Фокшанах и разместился в м. Калиени. 2-й батальон полка был выделен в резервный корпус генерал-лейтенанта Эссена 1-го и вместе со 2-м батальоном Куринского мушкетёрского полка до 1811 года составлял гарнизон Каменец-Подольской крепости. 8-20 апреля полк в составе 1-го и 3-го батальонов участвовал в неудачном штурме крепости Браилов. 31 июля — 1 августа в составе корпуса Засса участвовал в занятии крепостей Исакча и Тульча. 29—30 августа в составе корпуса Платова участвовал в занятии крепости Кюстенджи. Затем участвовал в штурме укрепления Рассевата (вместе с Новгородским полком составил среднюю штурмовую колонну генерал-майора Репнинского). С 11 сентября по 15 октября полк участвовал в осаде крепости Силистрия. 10 октября два батальона полка участвовали в сражении у Татарицы (в составе 4-го правофлангового каре генерала Кушникова). После этого полк в составе армии был выведен на зимние квартиры и расквартирован в Фокшанах.
Весной 1810 года полк вошёл в состав корпуса Засса, предназначенного для взятия Рущука. 19 мая полк в составе авангарда с боем переправился через Дунай у Туртукая. 20 мая, после бегства туртукайского гарнизона, полк в составе корпуса отправился к Рущуку. 13 июня полк участвовал в усиленной рекогносцировке, а 14 июня был назначен на правый фланг осадной линии. 5 июля участвовал в неудачном штурме бастиона крепости. С 9 июля был назначен охранять мост через Дунай ниже крепости, а 22 июля участвовал в неудачном общем штурме. Затем полк был переведен на другой берег Дуная в состав войск, осаждавших Журжу. После сдачи турецких крепостей 15 сентября полк был присоединён к 9-й дивизии генерал-лейтенанта князя Суворова и расположился на зимних квартирах у с. Мал. Слободзеи. 12 октября 1810 года батальоны переформированы в состав одной гренадерской и трёх мушкетёрских рот. Второй батальон, именовавшийся резервным, был переименован в запасный, из него только гренадерская рота находилась при полку.
В начале 1811 года полк бы переведён в 8-ю пехотную дивизию Эссена 3-го и назначен в гарнизон крепости Силистрия. 22 февраля 1811 года полк был переименован в пехотный, а батальонам и ротам были присвоены порядковые номера. 27 марта при разделении дивизий на бригады полк был включён в состав 1-й бригады (командир — шеф полка Цызырев). В середине апреля 1-й батальон был отправлен в Галац для охраны нижнего течения Днепра. 3-й батальон, оставшийся в Силистрии, взорвал укрепления и вошёл в состав экипажей судов Дунайской флотилии. В июне 1-й и 2-й батальоны соединились в м. Табак, где полк вошёл в состав отряда генерал-майора Денисова. 22 июня 3-й батальон участвовал в сражении под Рущуком, после чего вернулся на корабли флотилии.
19 ноября 1811 года сформирован 4-й резервный батальон (три роты общей численностью 559 человек).
В 1812 году, по возвращении из турецкого похода, полк принял участие в войне с французами в составе корпуса генерал-лейтенанта барона Ф. В. Остен-Сакена, был в сражениях при Локачах.
25.09.1812 г. — 1—3-й батальоны в связи с большой убылью поступили на пополнение других полков. Из оставшихся 60 чинов с дополнением командами из других полков и рекрут сформирован 1-й батальон
5.12.1812 г. — сформирован 2-й батальон
8.08.1814 г. — сформирован 3-й батальон. 4-й резервный батальон упразднен.
9.05.1830 г. — 1-й и 2-й батальоны названы действующими, 3-й батальон — резервным. В действующих батальона повелено иметь 2272 чина, в резервном: в мирное время — 488 чинов, в военное время — 1116 чинов.
28.01.1833 г. — Украинский егерский полк. присоединены 2-й батальон 38-го и 1-й и 3-й резервный (для составления 4-го действующего и 6-го резервного батальонов) батальоны 40-го егерских полков. Приведен в состав 6 батальонов: 4 действующих с нестроевой ротой и 2 резервных с 2 нестроевыми отделениями. В мирное время резервные батальоны составили один сводный резервный батальон, со сводным нестроевым отделением. В полку положено иметь в мирное время — 5351 чин., в военное — 6588 чинов.
28.02.1834 г. — 6-й резервный батальон упразднен. Оставлен 5-й резервный батальон с одним нестроевым отделением. Состав батальона в мирное время — 472 чина, в военное — 1088 чинов.
21.03.1834 г. — 1-й и 3-й резервный батальоны 40-го егерского полка отчислены для составления войск Отдельного Кавказского корпуса, 4-й действующий батальон составлен из 1—3-й действующих батальонов полка.
28.04.1834 г. — нестроевая рота и нестроевое отделение вошли в состав 15-го фурштатского батальоны 5-й фурштатской бригады.
30.08.1834 г. — каждый действующий батальон в мирное время сокращен на 50 чинов в связи с установлением бессрочного отпуска. В запасных войсках повелено иметь для полка запасный полубатальон № 47-го.
5.06.1835 г. — каждый действующий батальон в мирное время сокращен на 50 чинов
5.02.1838 г. — в штат резервного батальона добавлены прапорщик и поручик.
19.09.1838 г. — штат резервного батальона сокращен на 1 писаря (было 2)
19.05.1839 г. — в штат фурштатских нижних чинов добавлены 3 чина, в связи с переходом от провиантских фур к телегам.
25.12.1841 г. — в 4-м действующем батальоне в полном составе положено иметь 444 чина.
20.01.1842 г. — 5-й резервный батальон упразднен.
25.01.1842 г. — в запасных войсках повелено иметь из бессрочноотпускных в кадровом составе 5-й резервный и 6-й запасный батальоны по 466 чинов в каждом для чего к полку добавлено 2 штаб-офицера и 20 обер-офицеров
7.10.1843 г. — 4-й батальон приведен в такой же состав как 1—3-й батальоны.
30.03.1846 г. — резервный батальон приведен в состав 600 чинов, запасный батальон приведен в состав — 500 чинов сверх положенного в них
числа прочих нижних чинов.
5.07.1847 г. — штат резервного и запасного батальонов временно сокращен на 100 чинов.
18.12.1848 г. — от полка учреждены резервный и запасный кадры
в составе 2 обер-офицеров, 8 унтер-офицеров, 2 барабанщика и 32 рядовых. В штате полка упразднено 2 штабс-капитана.
27.01.1849 г. — в запасном и резервном батальона повелено иметь вместо 2 барабанщиков одного горниста и одного барабанщика.
3.07.1849 г. — к штату резервного и запасного батальонов добавлены 2 штаб-капитана, поручик и прапорщик.
20.03.1850 г. — в запасном и резервном батальонах положено иметь: в кадровом составе — 500 чинов, в полном составе 920 чинов в каждом.
28.09.1850 г. — повелено офицером резервного и запасного батальонов числиться в штате полка.
29.09.1851 г. — повелено в резервном и запасном батальонах оставить по одному горнисту.
10.03.1854 г. — сформированы 7-й и 8-й батальоны. 5-й резервный батальон Украинского егерского полка состоял в гарнизоне Кинбурна и принял участие в его обороне, в период Крымской войны.
17.04.1856 г. — Украинский пехотный полк.
23.08.1856 г. — 4-й действующий батальон переименован в 4-й резервный и отчислен в резервные войска. 5-8-й батальоны расформированы.
13.10.1863 г. — из 4-го резервного батальона и бессрочноотпускных 5-го и 6-го батальонов сформирован Самарский пехотный полк.
25.03.1864 г. — 47-й пехотный Украинский полк.
3.12.1877 г. — 47-й пехотный Украинский Его Императорского Высочества Великого Князя Владимира Александровича полк.
11.02.1909 г. — 47-й пехотный Украинский полк.

## Возрождение в Белом движении
24 декабря 1919 года приказом командования Войск Новороссийской области 3-й батальон Симферопольского офицерского полка был преобразован в кадровый батальон 47-го пехотного Украинского полка (командир полковник Робачевский Н. Н.) с целью возрождения полка. 7 февраля (2 марта) 1920 года остатки батальона в количестве около 100 чел. были снова влиты в Симферопольский офицерский полк в качестве 8-й роты.

## Командиры и шефы

### Шефы
- 20.08.1798 — 07.02.1800 — генерал-майор Берг, Григорий Максимович
- 07.02.1800 — 16.08.1804 — генерал-майор Баклановский, Михаил Алексеевич
- 16.08.1804 — 19.03.1812 — генерал-майор Цызырев, Павел Александрович
- 19.03.1812 — ? — полковник Второв, Осип Максимович
- 03.12.1877 — 11.02.1909 — великий князь Владимир Александрович

### Командиры
- 05.02.1812 — 14.11.1814 — подполковник Поливанов, Михаил Петрович
- 14.11.1814 — 01.06.1815 — полковник Фомин
- 01.06.1815 — 26.09.1823 — полковник (с 04.09.1823 генерал-майор) Кладищев, Пётр Алексеевич
- 17.10.1823 — 19.03.1824 — полковник Сабуров, Иван Иванович
- 19.03.1824 — 20.01.1826 — полковник Бурцев, Иван Григорьевич
- 20.01.1826 — 10.09.1835 — полковник Дровецкий, Василий Петрович
- 17.10.1835 — 17.09.1837 — полковник (с 06.12.1836 генерал-майор) Литвинов, Александр Наркизович
- 06.12.1837 — 20.07.1848 — полковник (с 06.12.1847 генерал-майор) Жабокритский, Иосиф Петрович
- 20.07.1848 — 02.12.1849 — полковник (с 06.12.1848 генерал-майор) Сентухов, Иван Романович
- 19.12.1849 — 16.03.1854[6] — полковник (с 06.12.1853 генерал-майор) Янченко, Иосиф Дмитриевич
- 15.06.1854 — 23.11.1854[7] — полковник Дудицкий-Лишин, Дмитрий Степанович
- 20.12.1854 — 06.06.1855[8] — подполковник (с 13.04.1855 полковник) Павлович, Александр Николаевич
- 16.07.1855 — 04.08.1855[9] — полковник Бельгард, Александр Александрович
- 12.11.1855 — 24.03.1868 — подполковник (с 20.06.1858 полковник) Эльвинг, Фёдор Андреевич
- 24.03.1868 — 10.09.1877 — полковник Немира, Оттон Иосифович
- 10.09.1877 — 31.10.1877 — полковник Секварелидзе-Бежанов, Егор Егорович
- 31.10.1877 — хх.хх.1878 — полковник Шафгаузен-Шёнберг-Эк-Шауфус, Дмитрий Николаевич
- 31.03.1878 — 01.06.1883 — полковник Гловацкий, Пётр Тимофеевич
- 17.06.1883 — 15.08.1888 — полковник Обезьянинов, Дмитрий Петрович
- 23.08.1888 — 09.08.1891 — полковник Кащенко, Арсений Феофанович
- 12.08.1891 — 08.06.1894 — полковник Кутневич, Николай Борисович
- 13.06.1894 — 05.01.1898 — полковник Клауз, Павел Фёдорович
- 04.02.1898 — 04.04.1900 — полковник Редигер, Николай Фёдорович
- 14.04.1900 — 06.07.1904 — полковник Зеланд, Алексей Оскарович
- 06.07.1904 — 22.07.1905 — полковник Валуев, Аркадий Михайлович
- 09.09.1905 — 07.06.1910 — полковник Рудаков, Борис Александрович
- 15.06.1910 — 13.01.1911 — полковник Кольшмидт, Виктор Брунович
- 03.02.1911 — 08.10.1913 — полковник Соколовский, Андрей Францевич
- 22.10.1913 — 10.11.1914[10] — полковник Кончевский, Владимир Карлович
- 04.12.1914 — 03.08.1915 — полковник (с 16.05.1915 генерал-майор) Пархомов, Дмитрий Николаевич
- 03.08.1915 — 28.04.1917 — полковник (с 21.10.1916 генерал-майор) Тушин, Аристарх Николаевич
- 06.06.1917 — хх.хх.хххх — полковник Петровский, Алексей Семёнович

## Знаки отличия
- Полковое знамя Георгиевское с надписями: «За Севастополь в 1854 и 1855 годах» и «1798-1898». С Александровской юбилейной лентой. Высочайший приказ от 20.08.1898 г.
- Поход за военное отличие. Пожалован 6.04.1830 г. за отличие в русско-турецкую войну 1828-29 гг.
- Знаки на головные уборы с надписью: «За отличие 7, 14 и 30 Ноября 1877 года». Пожалованы 17.04.1878 г.

### Церковь полка в честь Свв. Апостолов Петра и Павла
Походная (при полку) церковь существует с начала XIX столетия. Церковь эта сопутствовала полку в походах: 1) в Турецкие войны 1828—1829 г.г. и в 1877—1878 г.г., 2) в Севастополе, во время его обороны, в 1854—1855 г.г.
С приходом полка в 1910 году из гор. Винницы в г. Каменец-Подольск, под полковую церковь отведено помещение в казарменном здании, находящемся рядом с Архиерейским домом, и бывшим ранее польским женским монастырем.
В этом здании первоначально помещалась церковь 74-го пех. Ставропольского полка, переведенного в 1910 г. в гор. Умань (Киевской губернии).
Вмещает церковь до 400 человек молящихся. Ризницею и утварью церковь снабжена хорошо. За правым клиросом помещается икона Божией Матери, именуемой Феодоровской, — копия с Чудотворной иконы Божией Матери Феодоровской, коей был благословен на Всероссийское царство матерью своею, инокинею Марфою Ивановною — царь Михаил Федорович.
По штату при церкви положен: один священник.

## Известные люди, служившие в полку
- Гаврилов, Сергей Иванович
- Гандзюк, Яков Григорьевич
- Гессе, Пётр Павлович
- Мальчевский, Модест Иванович
- Чигирин, Пётр Петрович

## Георгиевские кавалеры
- 3-я степень — Цызырев, Павел Александрович, генерал-майор, шеф Украинского мушкетерского полка — 13.06.1810 г. — «В воздаяние отличного мужества и храбрости, оказанных в сражении против турецких войск 22 мая при Базарджике».[11]

3-я степень за № 12862 пожалованному 3 октября 1914 года Гуршу Прокофию Дем’яновичу за отличие, оказанное им в бою с австрийцами." 47-й пехотній Украинский полк 10 рота
За храбрость 4 степ. № 305.250 рядовой, Кучмий Герасим Семёнович.
Награда указана в списке раненным нижним чинам, коим выданы Георгиевские медали в лазарете Одесского технического общества 16 апреля 1915 года.